# Pál Losonczi
Pál Losonczi (ur. 18 września 1919 we wsi Bolhó w Komitacie Somogy, zm. 28 marca 2005 w Kaposvárze) – węgierski polityk, działacz komunistyczny.
W 1945 wstąpił do Komunistycznej Partii Węgier. Później działał w Węgierskiej Partii Pracujących i Węgierskiej Socjalistycznej Partii Robotniczej. W latach 1953–1989 był deputowanym do Zgromadzenia Narodowego. Od 1960 do 1967 sprawował urząd ministra rolnictwa. W latach 1967–1987 pełnił funkcję przewodniczącego Rady Państwa.